# عقاب سیاه‌وبلوطی
عقاب سیاه‌وبلوطی (نام علمی: Spizaetus isidori) یک گونه پرنده شکاری آمریکای جنوبی از خانواده بازان است. گاهی به آن عقاب ایزیدور می‌گویند. اغلب در سرده تک‌نماد Oroaetus قرار می‌گیرد. با این حال، آزمایش‌های ژنتیکی اخیر نشان می‌دهد که این گونه نسبتاً نزدیک به بازعقاب‌های اصلی است و بنابراین گونه باید در آن سرده جای گیرد.

## نگارخانه

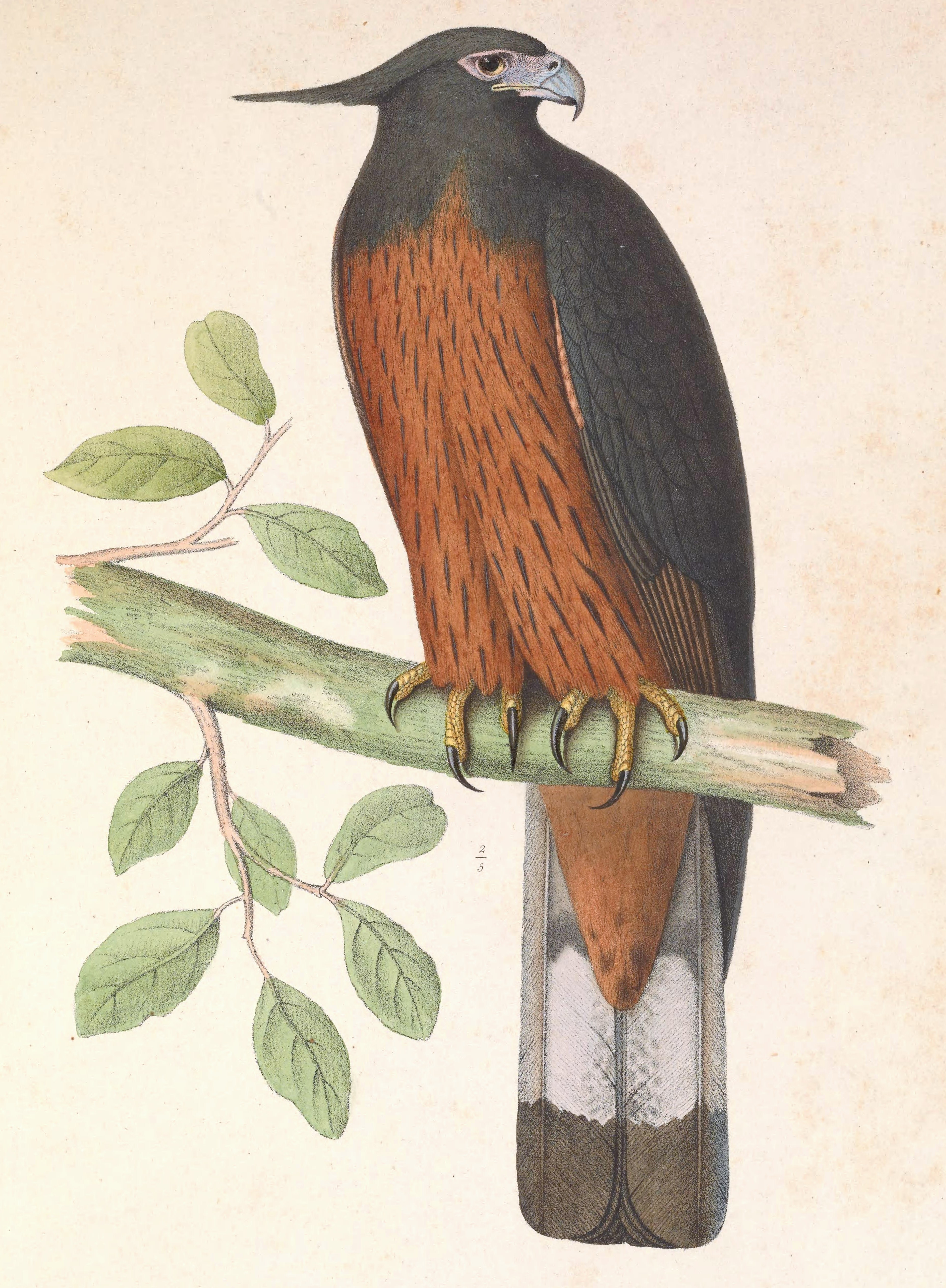
نگارهٔ قرن نوزدهمی از یک عقاب سیاه‌وبلوطی بالغ.
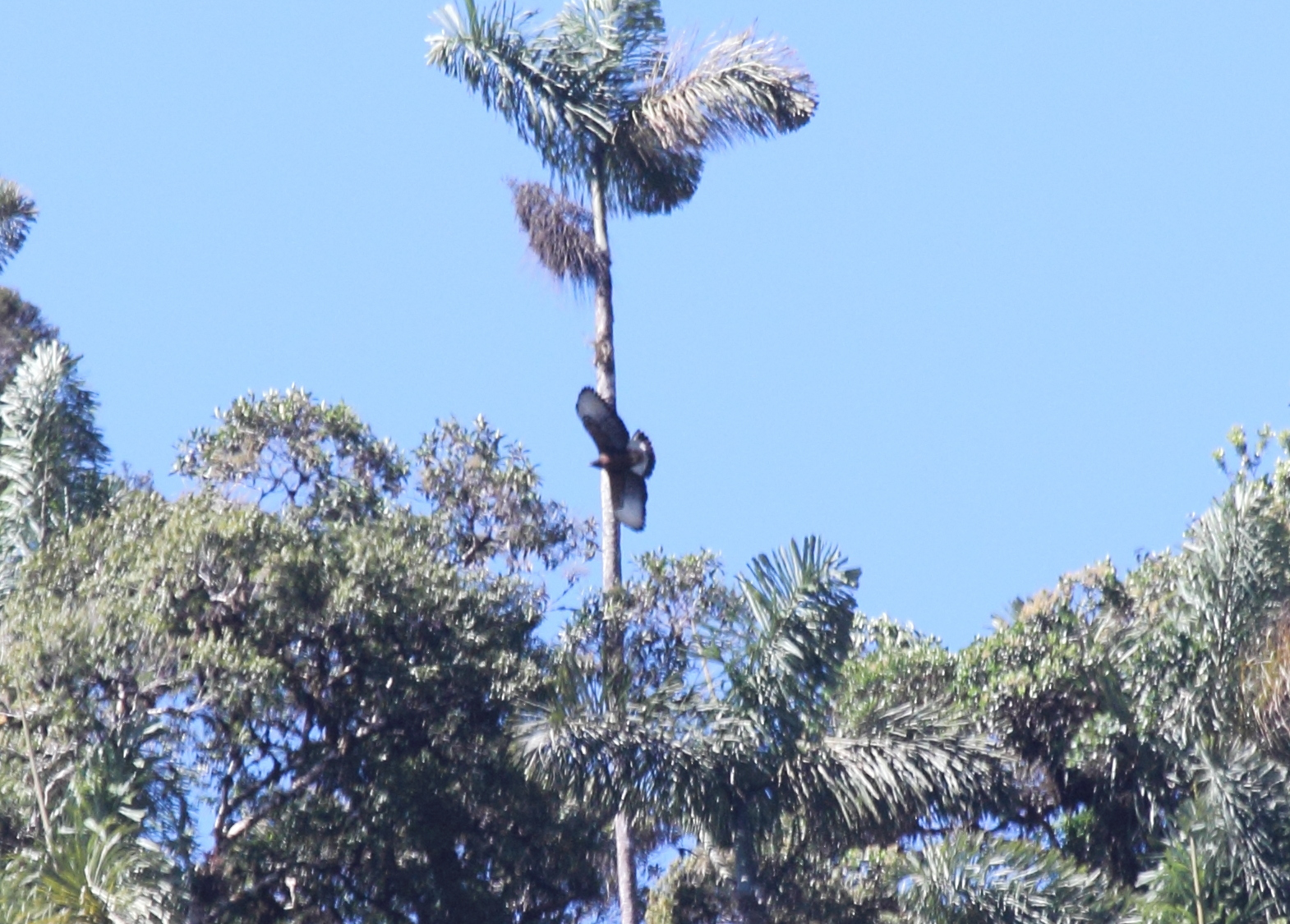
عقاب سیاه‌وبلوطی در زیستگاه.
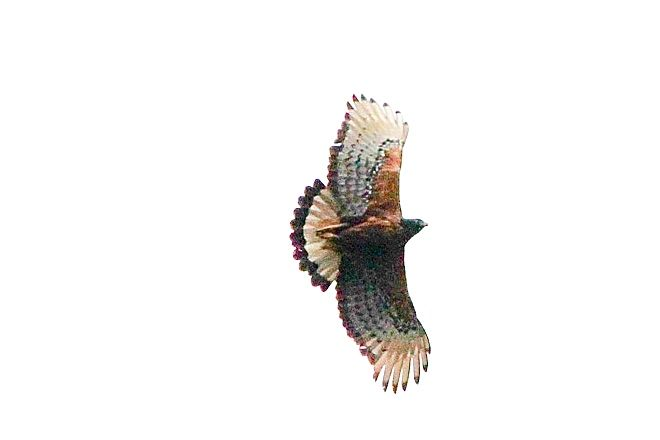
پرنده بالغ در پرواز